# (1667) Pels
(1667) Pels est un astéroïde de la ceinture principale.

## Description
(1667) Pels est un astéroïde de la ceinture principale. Il fut découvert le 16 septembre 1930 à Johannesbourg par Hendrik van Gent. Il présente une orbite caractérisée par un demi-grand axe de 2,19 UA, une excentricité de 0,16 et une inclinaison de 4,6° par rapport à l'écliptique.

## Compléments